# الخزمة (ساة)
'

تعديل مصدري - تعديل

الخزمة هي إحدى قرى عزلة ساه بمديرية ساة التابعة لمحافظة حضرموت، بلغ تعداد سكانها 77 نسمة حسب تعداد اليمن لعام 2004.